# De secretis mulierum

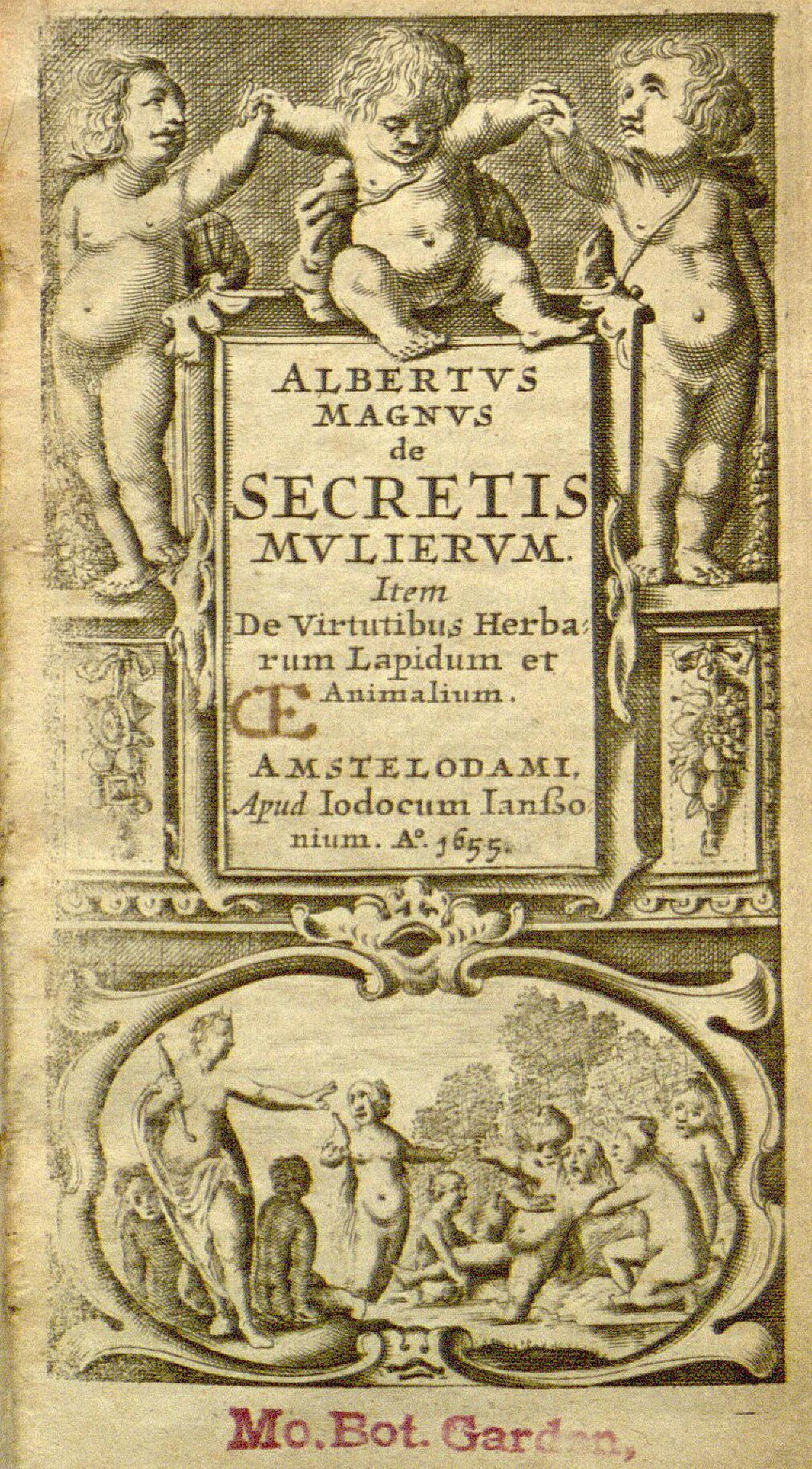

El De secretis mulierum o Secreta mulierum es un tratado medieval atribuido generalmente, pero de forma errónea, al filósofo Alberto Magno.  Fue escrito en latín a finales del siglo XIII o principios del XIV.  Es una obra de carácter médico-filosófico que se interesa fundamentalmente por el tema de la reproducción y la generación humanas.
- Datos: Q5800837